# Emy Pettersson
Emy Cecilia Pettersson (gift Brising), född  22 november 1908) i Stockholm, död 8 maj 1996 i Stockholm, var en svensk friidrottare (löpning och häcklöpning). Hon representerade Stockholms Kvinnliga Bandyklubb och Djurgårdens IF.

## Biografi
Pettersson deltog vid de andra Kvinnliga Internationella Idrottsspelen 1926 i Göteborg, där hon slutade på en 6.e plats i löpning 1 000 meter.
Hon tävlade även vid de nionde Olympiska sommarspelen 1928 i Amsterdam. Där blev hon oplacerad på 800 meter samt var med i det svenska stafettlaget som blev oplacerade på 4x100 meter.